# Battle Bull
Battle Bull (バトル・ブル?) è un videogioco d'azione pubblicato nel 1990 per Game Boy.

## Modalità di gioco
In Battle Bull si guida un mezzo corazzato attraverso 48 livelli in cui è necessario sconfiggere in un labirinto stile Pac-Man. Proseguendo nel gioco è possibile raccogliere oro per potenziare il proprio veicolo, dotandolo anche di armi.
Il sistema di salvataggio è basato su password di quattro caratteri. È presente una modalità multigiocatore che richiede l'utilizzo di due console portatili Nintendo.